# Фрост, Фрэнк (футболист)
Фрэнк Фрост (англ. Frank Frost) — американский футболист, игравший на позиции вратаря. Бронзовый призёр летних Олимпийских игр 1904 года.
Фрост выступал за команду «Сент-Роуз Пэриш», представлявшую один из колледжей Сент-Луиса. На олимпийском футбольном турнире Фрост провёл три матча. 17 ноября на поле «Фрэнсис филд» «Сент-Роуз» уступил канадским футболистам со счётом 0:4, на следующий день сыграли вничью 0:0 с другой американской командой — «Кристиан Братерз Колледж», а в переигровке 23 ноября уступили 0:2. Интересно, что 21 ноября Фрэнк Фрост принял участие ещё в одном матче между «Сент-Роузом» и «Кристиан Братерз Колледжом». Хотя игра проходила в рамках местного чемпионата, она первоначально была объявлена переигровкой, но также завершилась безголевой ничьей. В настоящий момент эта встреча не считается частью олимпийского турнира.
Позднее Фросту, как участнику второй сборной США была присуждена бронзовая медаль.